# HD 129445
HD 129445 är en solliknande G-typ-stjärna som är belägen 213,74 ljusår från Jorden i Cirkelpassaren. Den har en skenbar magnitud på 8,80 och en absolut magnitud på 4,65. Den har 127 procent solens luminositet. År 2010 upptäcktes en gasjätte-exoplanet runt stjärnan HD 129445 b.